# Cirrhitichthys
Cirrhitichthys là một chi cá được tìm thấy ở các rạn san hô nhiệt đới ở Ấn Độ Dương và Tây Thái Bình Dương.

## Các loài
Chi này có các loài sau:
- Cirrhitichthys aprinus (Cuvier, 1829)
- Cirrhitichthys aureus (Temminck & Schlegel, 1842)
- Cirrhitichthys bleekeri Day, 1874
- Cirrhitichthys calliurus Regan, 1905
- Cirrhitichthys falco Randall, 1963
- Cirrhitichthys guichenoti (Sauvage, 1880)
- Cirrhitichthys oxycephalus (Bleeker, 1855)
- Cirrhitichthys randalli Kotthaus, 1976